# Anna Maria Sandri
Anna Maria Sandri (Roma, 10 agosto 1933) è un'attrice italiana.

## Biografia
Nel 1942, fu scoperta dal regista Ferdinando Maria Poggioli che la debuttare nel cinema all'età di 6 anni nel film La morte civile nel ruolo della piccola Ada, e rimase fuori dal cinema fino al 1952 quando il regista Raffaello Matarazzo, la fece ritornare nel cinema, nel film Chi è senza peccato... del 1952, riprendendo la sua breve carriera nel mondo del cinema, e si rivelerà attrice sensibile nella parte di una delle studentesse in Terza liceo, diretta da Luciano Emmer. I successivi lavori però non confermano questa tendenza e la Sandri deciderà di abbandonare il mondo del cinema nel 1956, dopo solo 4 anni di attività.

## Filmografia
- La morte civile, regia di Ferdinando Maria Poggioli (1942)
- Chi è senza peccato..., regia di Raffaello Matarazzo (1952)
- La provinciale, regia di Mario Soldati (1953)
- Capitan Fantasma, regia di Primo Zeglio (1953)
- Terza liceo, regia di Luciano Emmer (1954)
- L'uomo e il diavolo (Le Rouge et le noir), regia di Claude Autant-Lara (1954)
- Shaitan il diavolo del deserto (Fortune carrée), regia di Bernard Borderie (1955)
- La tenda nera (The Black Tent), regia di Brian Desmond Hurst (1956)